# Eichenbühl
Eichenbühl ist eine Gemeinde im unterfränkischen Landkreis Miltenberg.

## Geographie

### Geographische Lage
Die Gemeinde liegt in der Region Bayerischer Untermain am Nordostrand des Odenwaldes und am Südrand des Spessarts (Wertheimer Hochfläche). Der topographisch höchste Punkt der Gemeinde befindet sich mit 406,3 m ü. NHN (Lage) am Gipfel der Guggenberger Höhe, der niedrigste liegt an der  Erf auf 145 m ü. NHN (Lage). Durch Eichenbühl führt der Fränkische Marienweg.

### Gemeindegliederung
Es gibt 15 Gemeindeteile auf vier Gemarkungen:
- Eichenbühl (Pfarrdorf)
  - Ebenheiderhof (Einöde, PLZ 97896)
  - Ottenmühle (Einöde)
  - Pfohlbach links des Baches (Dorf)
- Heppdiel (Pfarrdorf)
- Riedern (Pfarrdorf)
  - Gaimühle (Einöde)
  - Guggenberg (Dorf)
  - Michelsmühle (Einöde)
  - Pfohlbach rechts des Baches (Dorf)
  - Schollheiterhof
- Windischbuchen (Dorf)
  - Lauersmühle (Einöde)
  - Schulzenmühle (Einöde)
  - Storchhof (Weiler, PLZ 74731)

## Name

### Etymologie
Der Name Eichenbühl setzt sich zusammen aus den mittelhochdeutschen Wörtern eichîn für Eichen und buohel im Sinne von Buckel, Hügel. Er bezeichnet einen mit Eichen bewachsenen Hügel.

### Frühere Schreibweisen
Frühere Schreibweisen des Ortes aus diversen historischen Karten und Urkunden:
| - 1248 „Eichenbohel“ - 1308 „Eichinbuhil“ - 1344 „Eichenbuel“ - 1357 „Eichenbüchel“ - 1364 „Eychenbul“ | - 1379 „Eichinbohel“ - 1395 „Eychenbuhel“ - 1576 „Eichenbüell“ - 1694 „Eychenbühl“ - 1831 „Eichenbühl“ |

## Geschichte

### Bis zur Gemeindegründung
Aus dem Ortsteil Riedern entstammt das gleichnamige lokale Adelsgeschlecht der von Riedern, deren Wappenmotiv einer roten Kanne auch heute noch ein Element des Gemeindewappens bildet. Der Ort im Erzstift Mainz wurde im Reichsdeputationshauptschluss 1803 den Fürsten von Leiningen zugesprochen, 1806 durch Baden mediatisiert und 1810 an das Großherzogtum Hessen-Darmstadt abgetreten. Im Rezess Hessen/Bayern (Frankfurt 1816) fiel es schließlich an Bayern. Im Zuge der Verwaltungsreformen in Bayern entstand mit dem Gemeindeedikt von 1818 die heutige Gemeinde.

### Verwaltungsgeschichte
Im Jahr 1862 wurde das Bezirksamt Miltenberg gebildet, auf dessen Verwaltungsgebiet Eichenbühl lag. Wie überall im Deutschen Reich wurde 1939 die Bezeichnung Landkreis eingeführt. Eichenbühl war nun eine der 31 Gemeinden im Altkreis Miltenberg. Dieser schloss sich am 1. Juli 1972 mit dem Landkreis Obernburg am Main zum neuen Landkreis Miltenberg zusammen.

### Eingemeindungen
Im Zuge der Gebietsreform in Bayern wurden am 1. Juli 1974 die Gemeinden Riedern und Windischbuchen und am 1. Januar 1976 Heppdiel eingegliedert.

### Einwohnerentwicklung
| 1961 | 1970 | 1987 | 1991 | 1995 | 2000 | 2005 | 2010 | 2015 | 2016 |
| 2252 | 2553 | 2680 | 2811 | 2760 | 2809 | 2715 | 2632 | 2545 | 2514 |

Im Zeitraum 1988 bis 2018 sank die Einwohnerzahl von 2704 auf 2478 um 226 Einwohner bzw. um 8,4 %. 1992 zählte Eichenbühl 2858 Einwohner.
Quelle: BayLfStat

## Politik

### Bürgermeister und Gemeinderat
Erster Bürgermeister ist seit 2008 Günther Winkler (CSU), er wurde 2014 im Amt bestätigt und am 15. März 2020 mit 60,2 % der Stimmen für weitere sechs Jahre gewählt.
Der Gemeinderat besteht nach der Wahl 2020 aus 14 Mitgliedern, die sich wie folgt aufteilen:
- CSU: 8 Sitze (57,27 %)
- SPD/UWG: 6 Sitze (42,73 %)

UWG=Unabhängige Wählergemeinschaft

### Wappen

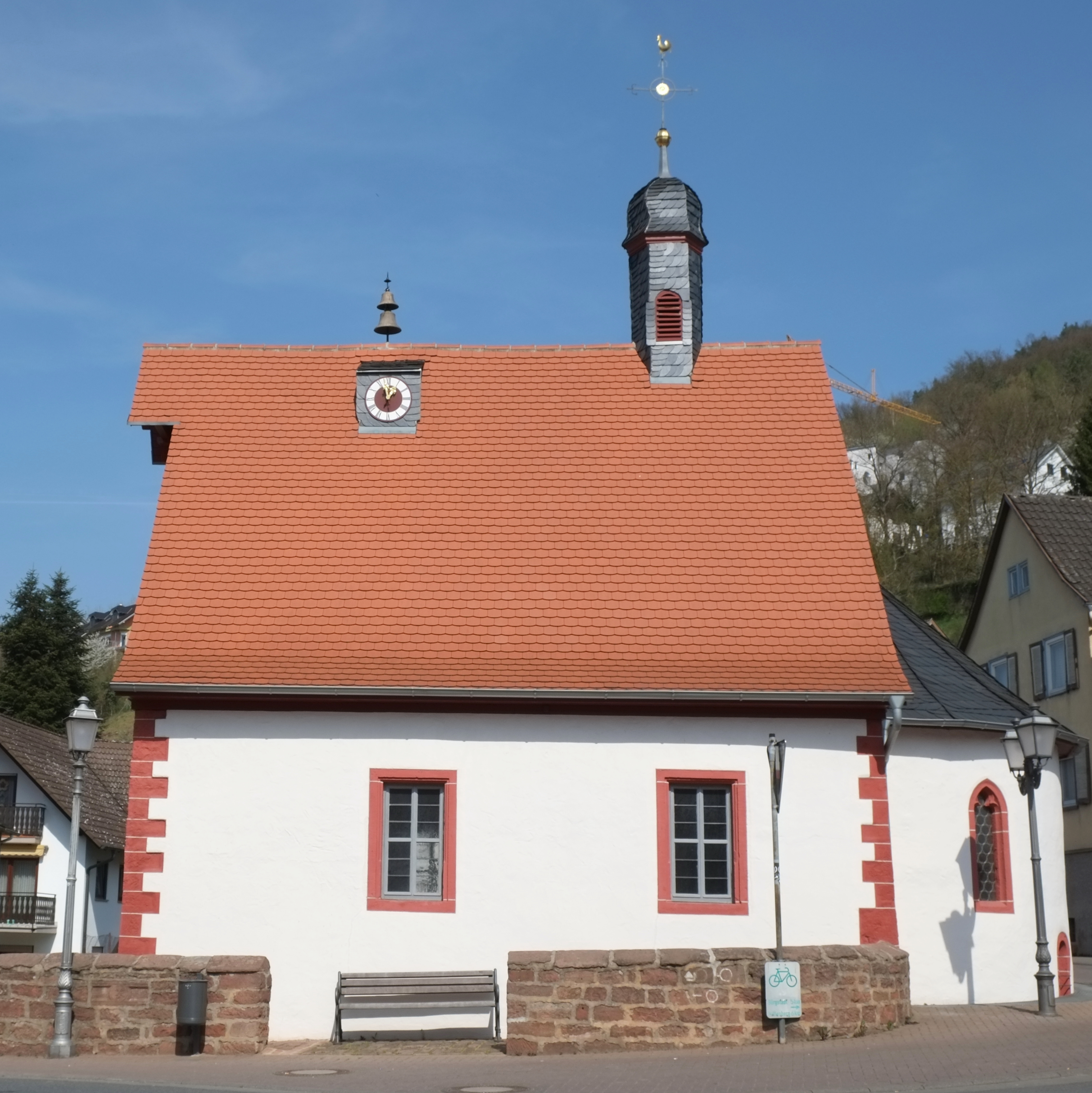
Romanische Kapelle St. Valentin

| | Blasonierung: „Schräg geviert; vorne in Silber eine rote Kanne mit zwei Tüllen, hinten in Silber eine schräglinke rote Mauritiusfahne, oben in Rot ein silbernes Rad, unten in Rot ein wachsender silberner Eichenzweig mit drei Eicheln und zwei Blättern.“ |
| Wappenbegründung: Die Gemeinde Eichenbühl besteht seit 1974 aus den Gemeinden Eichenbühl, Heppdiel, Riedern und Windischbuchen. Das sechsspeichige silberne Rad weist auf die Landesherrschaft des Kurstaates Mainz hin. Die rote Kanne ist dem Wappen der Herren von Riedern entnommen, die erstmals 1206 urkundlich erwähnt werden und 1588 erloschen sind. Die Mauritiusfahne mit dem Mauritiuskreuz steht für den Ort Heppdiel. Die Pfarrkirche ist dem heiligen Mauritius geweiht, der Chorturm stammt aus dem 13. Jahrhundert. Der Eichenzweig mit den drei Eicheln steht redend für den Ortsnamen Eichenbühl. Dieses Wahrzeichen ist schon auf einem Relief aus der Zeit um 1680 an der Ortskirche überliefert. Es ist dem untergegangenen Wappen von Eichenbühl aus dem Jahr 1959 entnommen. Dieses Wappen wird seit 1995 geführt. | |

## Wirtschaft und Infrastruktur

### Wirtschaft einschließlich Land- und Forstwirtschaft
2017 gab es in der Gemeinde 299 sozialversicherungspflichtige Arbeitsplätze. Von der Wohnbevölkerung standen 1033 Personen in einem versicherungspflichtigen Beschäftigungsverhältnis. Damit war die Zahl der Auspendler um 734 Personen größer als die der Einpendler. 29 Einwohner waren arbeitslos. 2016 gab es 22 landwirtschaftliche Betriebe. 

### Erneuerbare Energien
2013 wurde in den Gemarkungen Heppdiel und Windischbuchen ein Windpark mit fünf Windkraftanlagen des Typs Nordex N117/2400 errichtet. Die Windenergieanlagen mit einer Gesamtleistung von 12 MW wurden im Oktober 2013 in Betrieb genommen und sollen nach Angaben des Projektentwicklers Green City Energy jährlich rund 30 Millionen Kilowattstunden Ökostrom erzeugen. Mit einer Nabenhöhe von 141 Metern Höhe und einem Rotordurchmesser von 117 Metern sind die Anlagen speziell für die Windbedingungen von Binnenlandstandorten ausgelegt. Der Windpark wurde teilweise über einen besonderen Bürgerbeteiligungsfonds finanziert. Dieser soll durch finanzielle Beteiligung der Bürger vor Ort die Wertschöpfung der Anlagen in der Region halten und so die Wirtschaft vor Ort stärken.

### Bildung
Es gibt folgende Einrichtungen (Stand: 2018):
- 2 Kindertageseinrichtungen mit 100 Plätzen und 75 Kindern
- 1 Volksschule mit 7 Klassen und 131 Schülern

## Sport
Eichenbühl verfügt über zahlreiche sportliche Einrichtungen, einen Tennis- und Reitclub sowie den Golfclub Erftal e. V.
Jährlich findet das Int. AvD/GAMSC Bergrennen Unterfranken statt. Das Bergrennen erfreut sich jedes Jahr großer Begeisterung. Die Bergrennstrecke Unterfranken ist 3,05 km lang und führt auf der Staatsstraße 507 von Eichenbühl nach Umpfenbach.

## Ortsneckname
Hauptnahrungsmittel zwischen Spessart und Odenwald waren die Kartoffeln (Krummbern). Sie werden „mitsammen der Montur“ (mit der Schale), als Schnitze, Brei und Suppe mit frischen Kräutern, püriert oder gewürfelt, aufgetischt. Der Ortsneckname „Krummbernsäck“ galt nicht nur für die Eichenbühler, sondern (im Dialekt unterschiedlich) in der ganzen Gegend.

## Persönlichkeiten
- Joseph Reuß (1904–1986), katholischer Theologe